# Jean Rustin

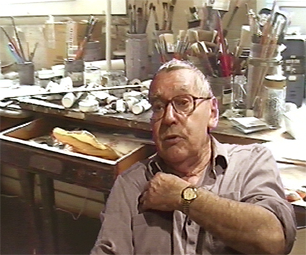
Rustin in 2003

Jean Rustin (Montigny-lès-Metz, 3 maart 1928 – Parijs, 24 december 2013) was een hedendaags Frans kunstschilder.

## Leven en werk
Rustins werk wordt wel het Franse antwoord op Francis Bacon genoemd. De schilder groeide op in een politiek linkse familie en had zelf anarchistische sympathieën. Van 1947 tot 1953 studeerde hij aan de École des Beaux Arts te Parijs. Sindsdien leefde en werkte hij in de Parijse voorstad Bagnolet.
Rustin begon zijn carrière als abstract schilder, onder meer geïnspireerd door de zogenaamde art informel, de popart en de École de Paris en vooral ook het latere werk van Henri Matisse. De grote omslag naar figuratieve kunst kwam in 1971, toen hij, op het hoogtepunt van zijn loopbaan, zijn schilderijen op een grote overzichtstentoonstelling in het Musée d'Art Moderne de la Ville de Paris zag hangen. Hij realiseerde zich dat dit werk helemaal niet uitdrukte wat hij met zijn kunst wilde zeggen en raakte gedesillusioneerd, ook op persoonlijk en politiek vlak. Hij zei daarover: "Tegenwoordig lijkt het me praktisch onmogelijk om alles met niets te willen uitdrukken, hoewel ik toentertijd heilig in de abstracte schilderkunst geloofde". In de daarop volgende 10 jaar exposeerde hij nauwelijks nog en besteedde hij al zijn tijd aan het ontwikkelen van een nieuwe beeldtaal. Toen hij rond 1981 weer frequent begon te exposeren, was dat met figuratief werk, waarin hij naar eigen zeggen wél alles kon uitdrukken wat hij als schilder kwijt wilde.

## Visies en reacties op zijn werk
De Britse kunsthistoricus Edward Lucie-Smith ziet Rustins figuratieve werk als een der belangrijkste bijdragen aan de hedendaagse Franse kunst en Rustin behoort volgens hem, net als Francis Bacon, Balthus en Lucian Freud, in een traditie van belangrijke vertegenwoordigers van figuratieve schilderkunst in de postmoderne tijd.
Rustins lichamelijk vervallen en soms naakte figuren staren de toeschouwer nadrukkelijk vanaf het doek aan met een blik die gespeend lijkt van elk intellectueel en moreel zelfbewustzijn. Vaak maken de figuren zonder enig schaamtegevoel gebaren van seksuele aard, overigens zonder dat dit erotiserend werkt. Dit voorkomt dat het werk pornografisch wordt. Er is immers geen erotische prikkel, wat juist het doel is van pornografie. Over het geheel genomen heeft zijn weergave van mensen iets dierlijks.
Toeschouwers die geconfronteerd werden met zijn werk reageren er vaak heftig en verontwaardigd op. In enkele gevallen heeft dit zelfs geleid tot beschadiging van een kunstwerk met een mes. Vaak denkt men dat het concentratiekampscènes zijn, of portretten van psychiatrisch patiënten, ofschoon de schilder dit verband zelf niet beaamde. Hij zag zijn figuren juist in ieder van ons, in al onze ontluisterende naaktheid. Tekenend hiervoor zijn de spaarzame zelfportretten die nauwelijks te onderscheiden zijn van zijn andere figuren. Kunstcritici duiden zijn werk dan ook eerder als portretten van het morele en existentiële failliet van de moderne mens.
Hoewel het thema van zijn werk vaak rauw en schrikwekkend overkomt is de techniek en het kleurgebruik juist van een uitzonderlijke schoonheid en virtuositeit, wat het werk een grote ambiguïteit verleent. Zenuwtergend en zinnestrelend tegelijkertijd.
Tot op heden zijn er meerdere monografieën over Jean Rustin verschenen, waaronder die van Edward Lucie-Smith.